# Toquz Oghuz

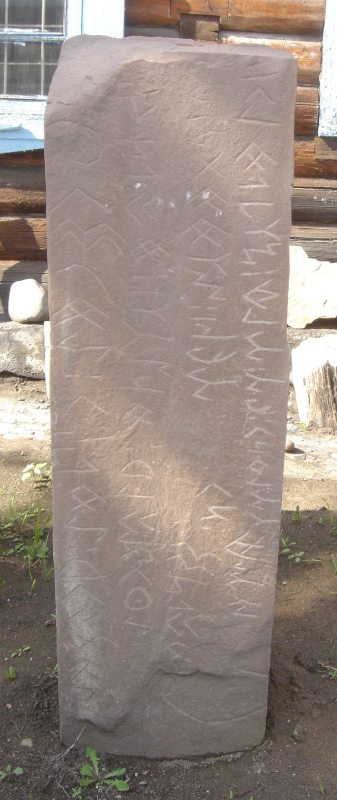
Un monolite con le iscrizioni dell'Orkhon in turco antico. Il memoriale dell'Orkhon contiene probabilmente la prima menzione del Toquz Oghuz.

Il Toquz Oghuz (turco antico:   Toquz Oγuz) fu un'alleanza politica di nove tribù turche dell'Asia interna, durante l'Alto Medioevo. Il Toquz Oghuz fu consolidato all'interno del Khaganato turco (552-743), e rimase dopo la frammentazione del Khaganato.
Oghuz è una parola turca che significa "comunità" e toquz significa "nove". Allo stesso modo i Qarluq erano anche conosciuti come Uch-Oguz, uch significando "tre". La radice del termine etnico generalizzato oghu è og-, che significa "clan, tribù"; che a sua volta, secondo Kononov, discende dall'antica parola turca ög che significa "madre" (tuttavia, Golden considerava un'ulteriore derivazione impossibile). Inizialmente l'oguz designava le "tribù" o l'"unione tribale", e alla fine divenne un etnonimo.
Il Toquz Oghuz fu forse menzionato per la prima volta nelle iscrizioni dell'Orkhon scritte negli anni 730. Le nove tribù furono nominate nelle storie cinesi come Huihe (回 纥), Pugu (仆 骨), Hun (浑), Bayegu (拔 野 古), Tongluo (同 罗), Sijie (思 结), Qibi (契 苾), A-Busi (阿布思) e Gulunwugu (骨 仑 屋 骨). Le prime sette nominate - che vivevano a nord del deserto del Gobi - erano dominanti, mentre gli A-Busi e i Gulunwugu emersero in seguito e furono accettati su un piano di parità con gli altri qualche tempo dopo il 743. Gli A-Busi apparentemente si originarono come un sottogruppo tribale all'interno dei Sijie, e i Gulunwugu come una combinazione di altre due tribù.
Il turcologo Jurij Zuev sostiene in modo controverso che Sitsze (pinyin: Sijie, Wade-Giles: Ssu-chieh) potrebbe essere una versione cinese di un endonimo con una radice in igil - una radice turca che significa "molti" (ssu-chieh < γiei-kiet < igil). Come tale, Zuev ha suggerito, la tribù potrebbe essere collegata agli Uokil e agli Augaloi in Transoxiana. Zuev collega anche Sijie (思结) alla sottotribù Nushibi degli Āxījiē (阿悉結), che ha ricostruito in modo stravagante come a-siək-Kiet, presumibilmente da Esegel.